# Да Коста, Хуан Карлос
Хуан Карлос да Коста (исп. Juan Carlos Da Costa, 1944 — 3 апреля 1976) — парагвайский писатель и революционер, один из основателей Военно-политической организации 1 марта, боровшейся с диктатурой Альфредо Стресснера. Принимал активное участие в студенческом движении и сотрудничал с литературными журналами, боролся за революционное свержение правоавторитарного режима. Убит в перестрелке с агентами политической полиции.